# El Puchero del Hortelano
El Puchero del Hortelano fue una banda española formada en la ciudad de Granada en 1998. Editaron seis álbumes de estudio y uno en directo. Aunque sus gustos son eclécticos y han incursionado en múltiples estilos, su especialidad son las canciones ligeras. 
A finales de 2014 anunciaron su despedida, que celebraron con una gira que finalizó el 17 de octubre de 2015 en el Palacio de Deportes de Granada.

## Historia
Sus miembros originales se conocieron en la carrera de Educación Musical y juntos aprovecharon para desarrollar un proyecto que les diese la libertad creativa que no encontraban en otras propuestas. Cuando llegaron al final de sus estudios, decidieron alquilar un estudio de grabación, para dejar un recuerdo de aquellos años, pero esta primera demo dio mucho más de sí, al tener una gran acogida del público y llevarlos a ser premiados en numerosos concursos, lo que llamó la atención de algunas discográficas. Finalmente, firmaron por dos discos con Producciones Peligrosas, que editó Aficiones (2000) y Once temas de Conversación (2002).
Con el primero, terminaron de darse a conocer por el sur de España, pero al terminar la promoción del segundo y viendo que todo los llevaba por el mismo camino, dieron un cambio de rumbo, orientando la banda hacia Barcelona, lo que originó importantes cambios internos en la formación, en la que entran a formar parte Maui Ramírez como chelista y Carles Lloveras como guitarrista, con los que graban uno de sus discos más personales, que supuso el punto de partida de su popularidad y reconocimiento a nivel nacional. En 2005, editaron su tercer disco, Candela, a través del sello catalán Fourni Productions, el cual fue el primero que colgaron de forma gratuita en su web de forma paralela a su comercialización. Candela también fue editado en Francia por Mosaic Music, y recibió muy buenas críticas por parte de los medios.
Para el siguiente disco, Harumaki (2007), fundaron su propia discográfica, Aficiones Records. Empezaron a disfrutar de un importante éxito por toda España y también realizaron giras por Canadá, Alemania, Polonia e Inglaterra, y grabaron un disco doble y DVD durante su final de gira Directo (2009) durante tres fechas en Madrid, Barcelona y Granada.
El Tiempo de Manuel es el último larga duración de la banda. En su gira llenaron las más importantes salas del país, como la Sala La Riviera o Razzmatazz, y formaron parte de la mayoría de grandes festivales nacionales como el Viñarock, Territorios Sevilla, Arenal Sound y En Vivo. También realizaron una gira de promoción internacional por Argentina Chile y Francia.
Dieron su último concierto el 17 de octubre de 2015 en el Palacio de Deportes de Granada para el que agotaron las entradas. Fueron la primera banda granadina en llenar ese recinto.
Tras su separación, su cantante y compositor Antonio Arco, comenzó carrera en solitario como "Arco".

## Formación
- Antonio Arco: voz y guitarra
- José Pablo: bajo
- Jorge Cobo: Cajón y coros
- José A. García: Saxofón y coros
- Juan C. Camacho: Trompeta, percusión y coros
- Patricia Ramos: Guitarra flamenca

## Discografía
| Año  | Título                     | Discográfica                             |
| ---- | -------------------------- | ---------------------------------------- |
| 2000 | Aficiones                  | Producciones Peligrosas                  |
| 2002 | Once temas de conversación | Producciones Peligrosas                  |
| 2005 | Candela                    | Fourni Produccions Sonores / K Industria |
| 2007 | Harumaki                   | Aficiones Records                        |
| 2009 | Directo                    | Aficiones Records                        |
| 2010 | El tiempo de Manuel        | Aficiones Records                        |
| 2013 | 2013                       | Aficiones Records                        |